# NGC 907
NGC 907 é uma galáxia espiral barrada (SBd) localizada na direcção da constelação de Cetus. Possui uma declinação de -20° 42' 41" e uma ascensão recta de 2 horas, 23 minutos e 01,7 segundos.
A galáxia NGC 907 foi descoberta em 20 de Outubro de 1784 por William Herschel.